# Сууре-Яані
Су́уре-Я́ані (ест. Suure-Jaani linn) — місто в Естонії без статусу самоврядування, адміністративний центр волості Пиг'я-Сакала повіту Вільяндімаа.

## Населення
Чисельність населення на 1 січня 2017 року становила 1072 особи.

## Географія
Через населений пункт проходить автошлях 57 (Мудісте — Сууре-Яані — Вяндра). Від міста починаються дороги 24115 (Сууре-Яані — Навесті), 24116 (Сууре-Яані — Олуствере), 24123 (Вастемийза — Виллі — Сууре-Яані), 24124 (Вільянді — Сууре-Яані).

## Історія
1923 року Сууре-Яані отримало права містечка (alev).
1938 року Сууре-Яані отримало статус міста (linn).
6 грудня 1990 року місту Сууре-Яані наданий статус місцевого самоврядування.
16 червня 2005 року Уряд Естонії постановою № 142 затвердив утворення нової адміністративної одиниці шляхом об'єднання міського самоврядування Сууре-Яані та волостей Сууре-Яані, Олуствере і Вастемийза, визначивши назву нового муніципалітету як волость Сууре-Яані. Зміни в адміністративно-територіальному устрої, відповідно до постанови, набрали чинності 1 листопада 2005 року після оголошення результатів виборів до волосної ради нового самоврядування. Місто Сууре-Яані втратило статус самоврядування і вилучене з «Переліку адміністративних одиниць на території Естонії». Місто стало адміністративним центром новоутвореної волості Сууре-Яані.
З 21 жовтня 2017 року Сууре-Яані — адміністративний центр волості Пиг'я-Сакала.

## Пам'ятки
- Лютеранська кірха святого євангеліста Івана Богослова (Suure-Jaani Evangelist Johannese kirik), пам'ятка архітектури 13-18 століть.[4]
- Православна церква святих апостолів Петра та Павла (Suure-Jaani Pühade apostlite Peetruse ja Pauluse kirik), пам'ятка архітектури.[5]
- Пам'ятник загиблим у війні за незалежність, історична пам'ятка.[6]
- Будинок-музей композиторів Каппів.
- Історичне кладовище, де поховані художник Йоганн Келер, композитори Артур Капп (автор надгробка Юган Раудсепп) та Март Саар, актор Александер Мялтон.

## Уродженці
- Гелен Тобіас-Дуесберґ (1919—2010) — естонсько-американська композиторка.

## Галерея

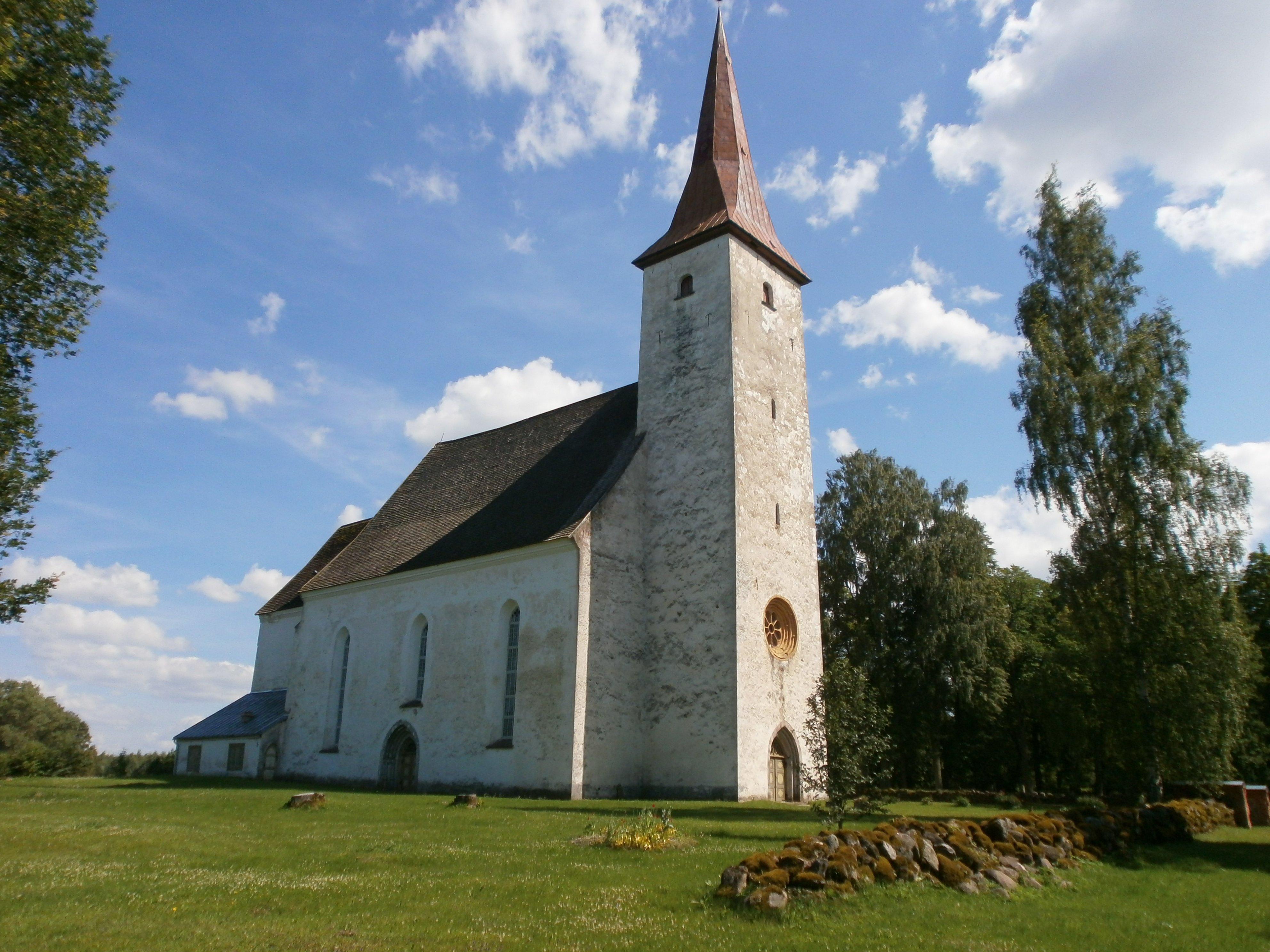
Лютеранська кірха
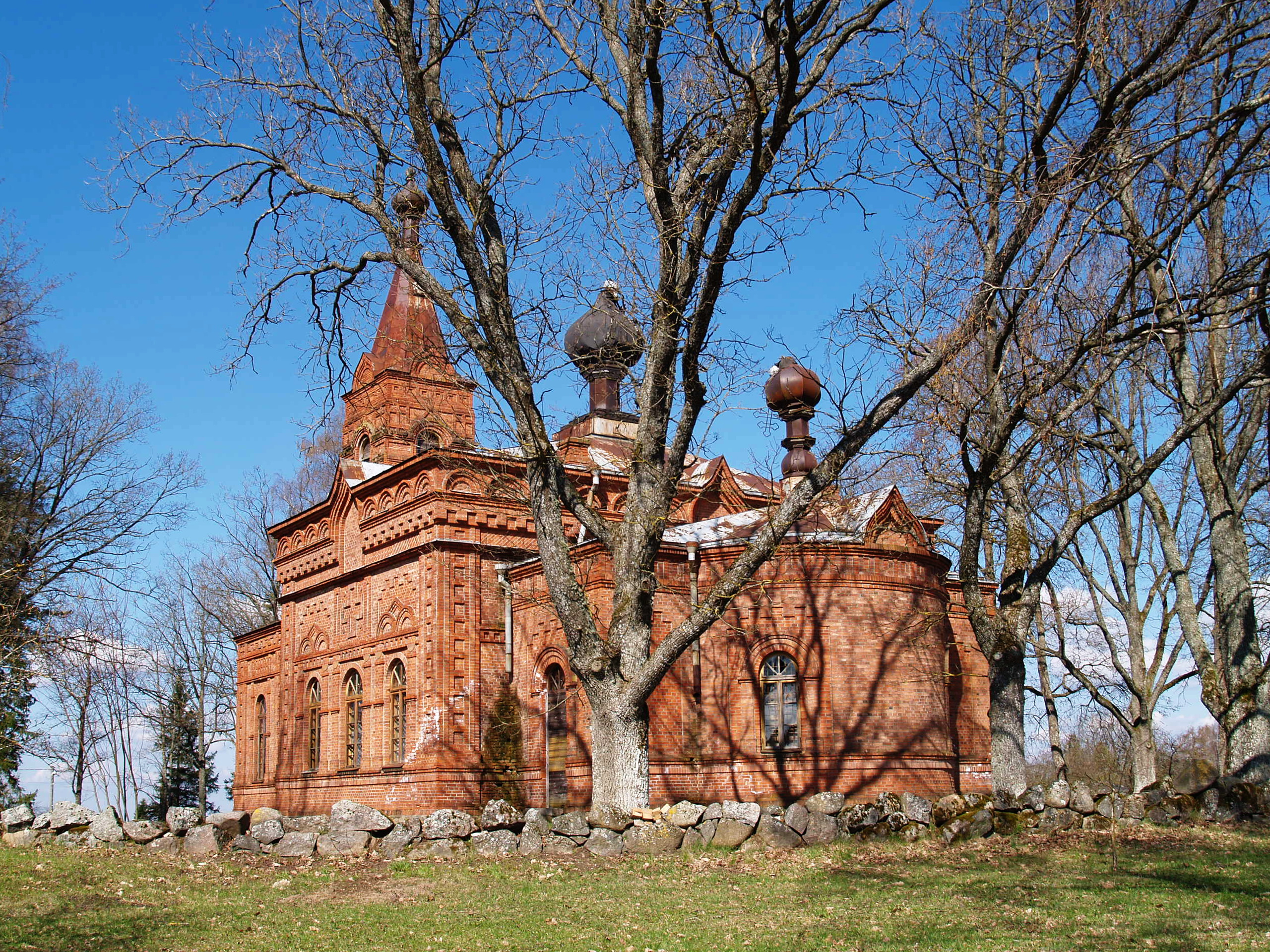
Православна церква
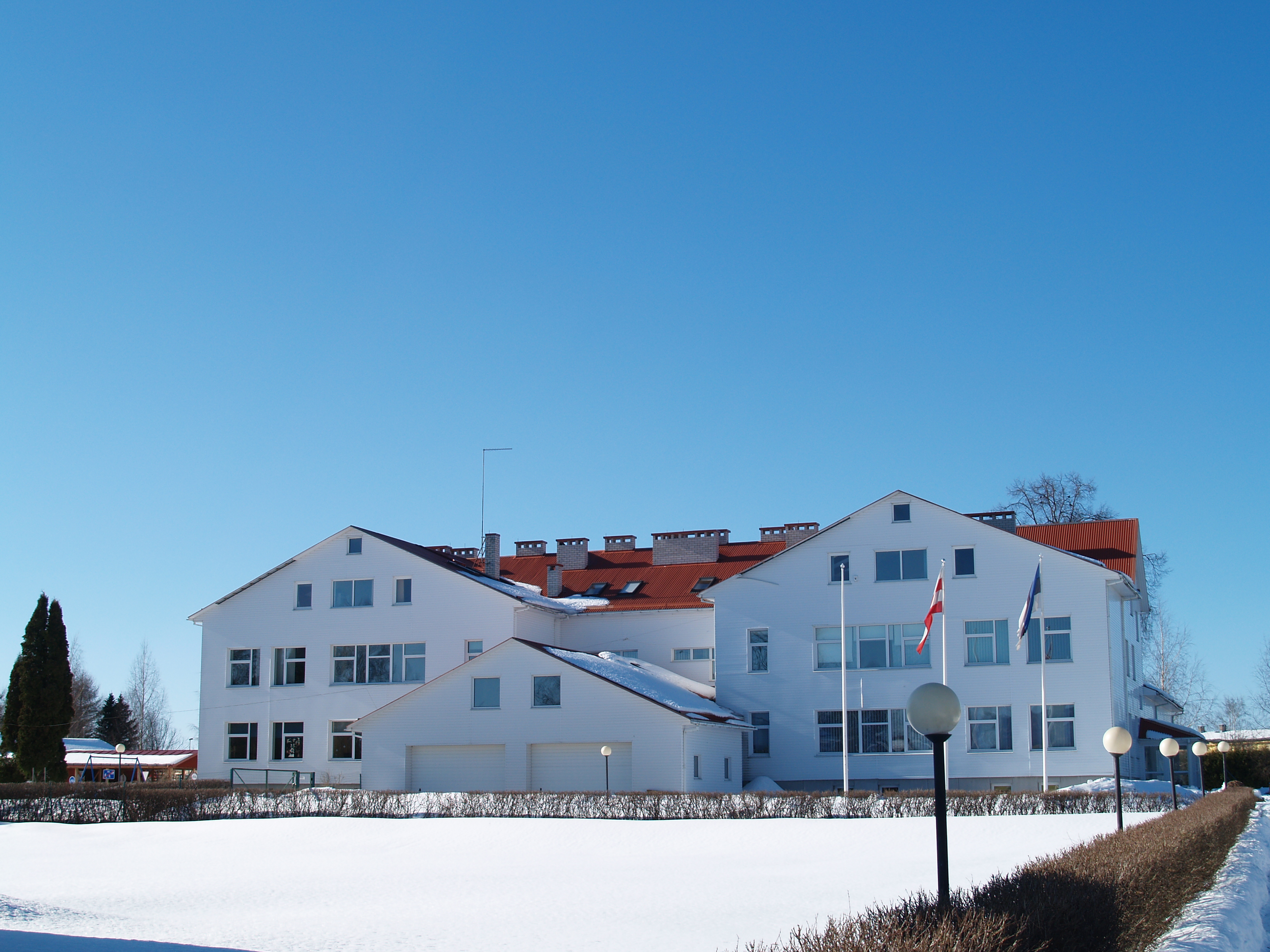
Будівля волосної управи
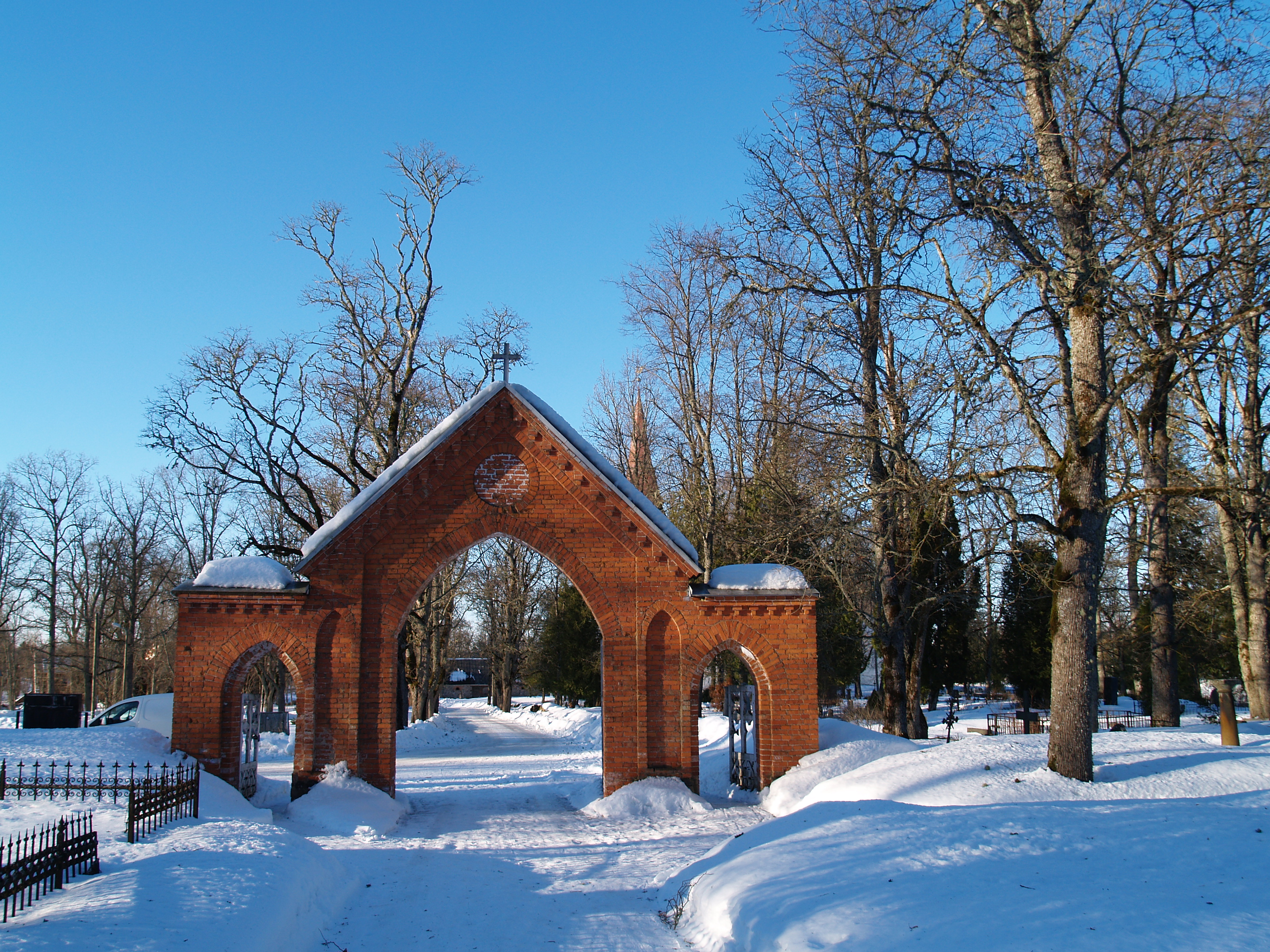
Ворота цвинтаря Сууре-Яані
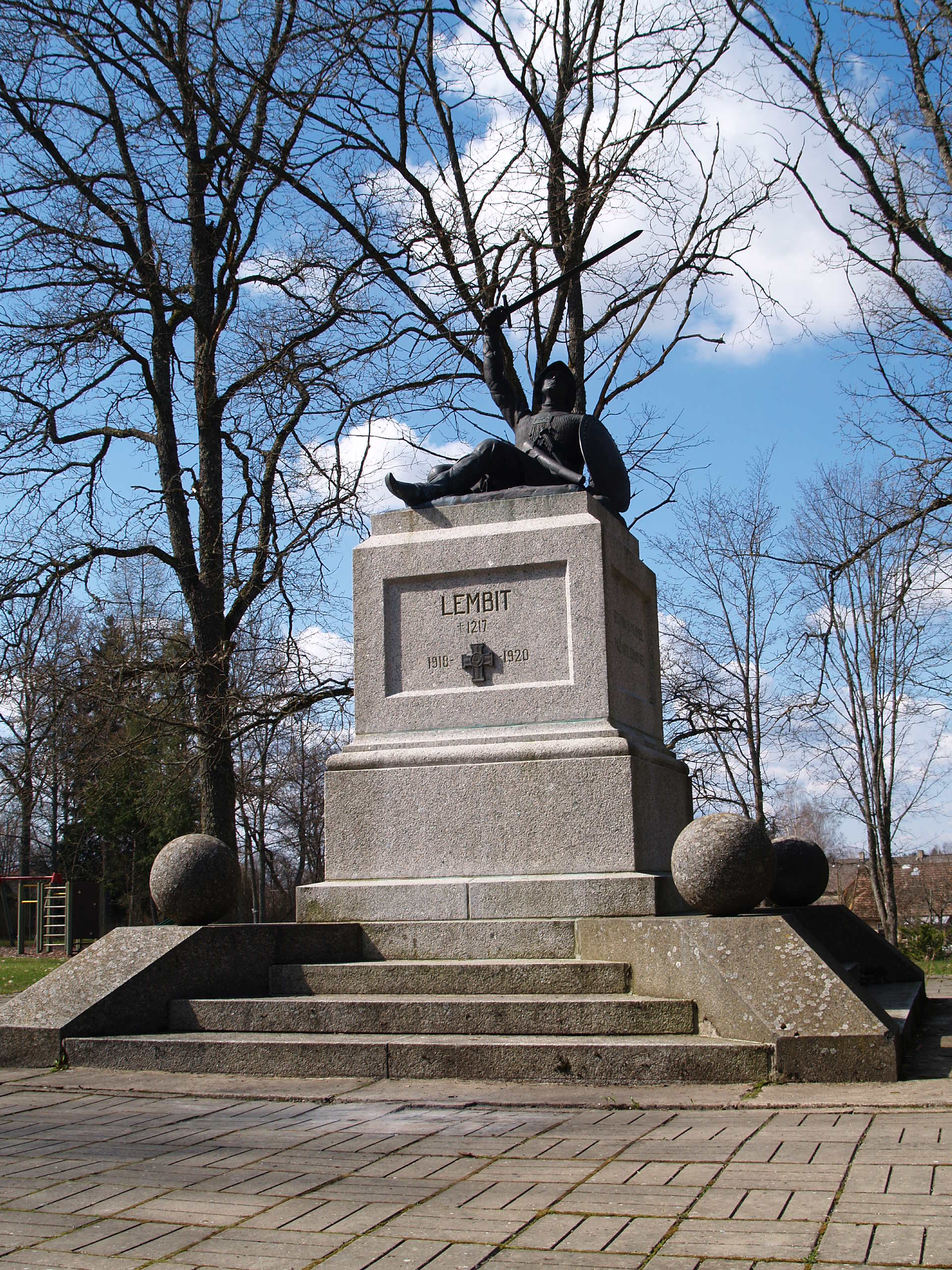
Пам'ятник загиблим у війні за незалежність
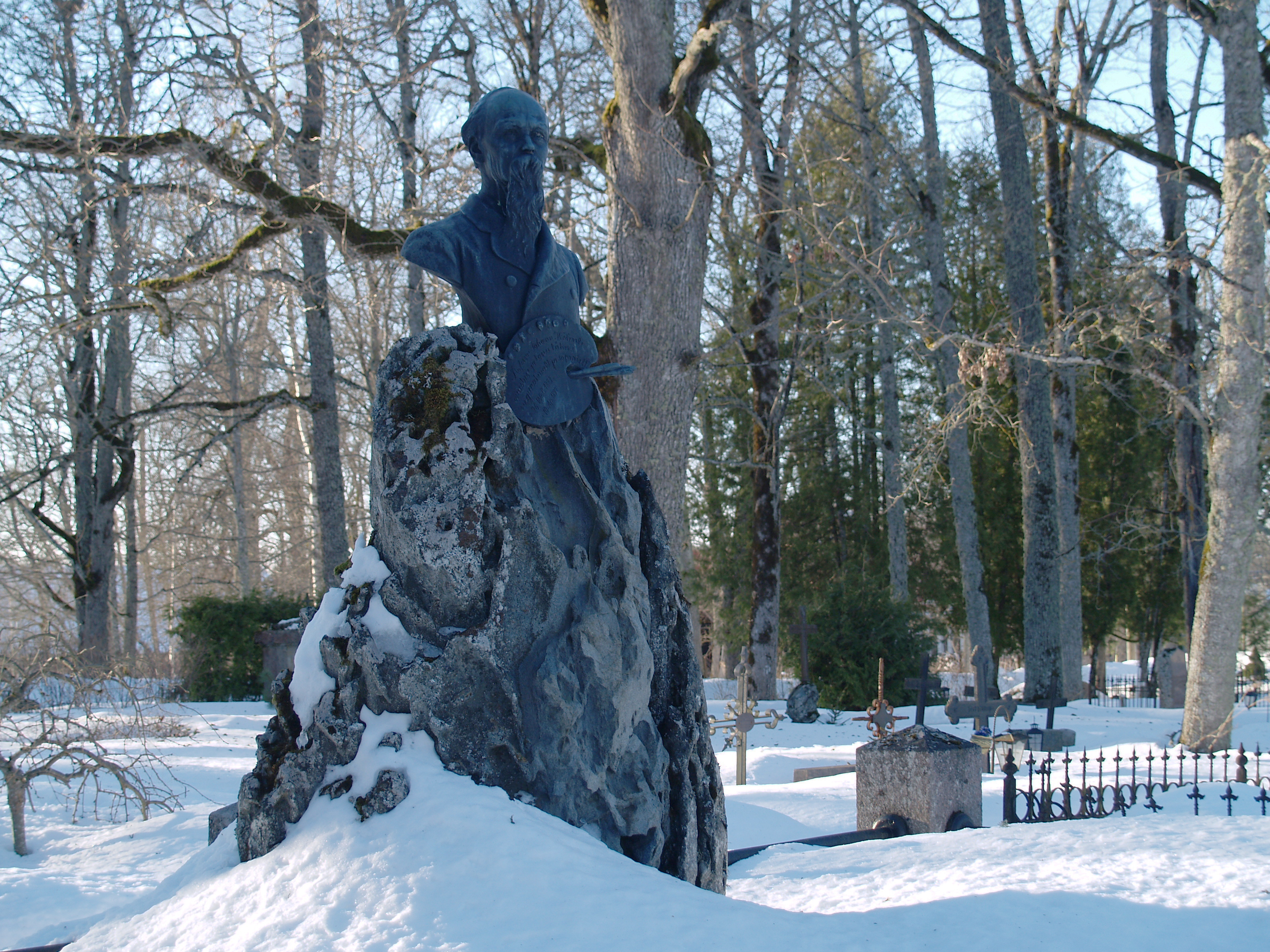
Пам'ятник на могилі Йоганна Келера